# Пужная, Раиса Ивановна
Раиса Ивановна Пужная (16 августа (по другим данным 16 октября) 1907, Москва — 19 июня 1988, Москва) — советская киноактриса.

## Биография
Родилась 16 августа (по другим данным 16 октября) 1907 года в Москве, в многодетной семье отца, который являлся кондуктором железной дороги и матери домохозяйки. В семье росло три дочери, из которых Раиса была самой младшей из них.
В 1915 году училась в гимназии, которая позже преобразовалась в Единую трудовую школу ll ступени. В 1923 году Пужная получила аттестат. Последующие два года училась в различных учреждениях, пока в 1925 году не поступила на актёрское отделение Государственного техникума кинематографии, которое окончила в 1928 году.
Скончалась 19 июня 1988 года в Москве. Была похоронена на Востряковском кладбище, но её могила не сохранилась.

## Фильмография
- 1927 — Бабы рязанские — Анна
- 1928 — Светлый город — Настасья Артёмова
- 1929 — Последний аттракцион — Маша, канатоходка
- 1930 — Секрет молодости (не завершён) — Клавдия
- 1930 — Тихий Дон — Наталья
- 1932 — Крылья — комсомолка
- 1933 — Горячая кровь — Ольга
- 1934 — Самый грязный — мать Вани

## Оценочные мнения
- По мнению киноведа Алексея Тремасова, Пужной хорошо удавались образы девушек с трудной, надломленной судьбой, и именно в этом качестве она и использовалась до наступления эры звукового кино[1].